# Martin Chuzzlewit
La vida y aventuras de Martin Chuzzlewit, comúnmente conocido como Martin Chuzzlewit, es una novela del escritor británico Charles Dickens, considerada la última de sus novelas picarescas. Fue oublicada originalmente por entregas mensuales entre diciembre de 1842 y julio de 1844. Dickens proclamó que Martin Chuzzlewit podía ser su mejor trabajo, pero fue uno de los menos populares. Al igual que casi todas las novelas de Dickens, Martin Chuzzlewit fue lanzado al público en entregas mensuales. Las ventas iniciales de las entregas fueron decepcionantes en comparación con trabajos anteriores, por lo que Dickens cambió el plan para enviar al personaje del título a los Estados Unidos. Esto permitió al autor retratar los Estados Unidos (que él había visitado en 1842) satíricamente como un desierto cerca de la civilización con los bolsillos llenos de vendedores ambulantes puedan inducir a error y la autopromoción.
El tema principal de la novela, de acuerdo con un prefacio de Dickens, es el egoísmo, interpretado de una manera satírica con todos los miembros de la familia Chuzzlewit. La novela también es notable por dos de los grandes villanos de Dickens, Seth Pecksniff y Jonas Chuzzlewit. Se dedica a Angela Georgina Burdett-Coutts, un amigo de Dickens.
La novela fue adaptada en una miniserie de televisión en 1994 con guion del escritor David Lodge y con un reparto integrado por Paul Scofield, Tom Wilkinson, Keith Allen, Emma Chambers, Pete Postlethwaite, Maggie Steed, Elizabeth Spriggs, Joan Sims, Graham Stark, entre otros.

## Argumento
Vida y aventuras de Martin Chuzzlewit es una sátira en respuesta a la obra de Swift, en la que el joven Martin observará irónicamente a la sociedad norteamericana, que no sale bien parada en sus consideraciones. Esta obra se encuentra dentro del género picaresco, esta novela es una crítica mordaz sobre el panorama social y político de los ciudadanos de Estados Unidos.
Pero es también una novela de intriga formada principalmente por tres elementos: la trama en torno a Pecksniff y Jonas, que incluye el estudio psicológico de un criminal y la investigación del crimen; el viaje del joven Martin a El Edén, básicamente la sátira política de la sociedad estadounidense; y lo que sucede en torno a Sarah Gamp y asociados, que se entrecruza con la primera trama.

## Publicaciones
Martin Chuzzlewit fue publicado en 19 entregas mensuales, cada una compuesta por 32 páginas de texto y 2 ilustraciones de K."Phiz" Vrowne.
- I - enero de 1843 (capítulos 1-3)
- II - febrero de 1843 (capítulos 4-5)
- III - marzo de 1843 (capítulos 6-8)
- IV - abril de 1843 (capítulos 9-10)
- V - mayo de 1843 (capítulos 11-12)
- VI - junio de 1843 (capítulos 13-15)
- VII - julio 1843 (capítulos 16-17)
- VIII - agosto 1843 (capítulos 18-20)
- IX - septiembre de 1843 (capítulos 21-23)
- X - octubre de 1843 (capítulos 24-26)
- XI - noviembre de 1843 (capítulos 27-29)
- XII - diciembre de 1843 (capítulos 30-32)
- XIII - enero de 1844 (capítulos 33-35)
- XIV - febrero de 1844 (capítulos 36-38)
- XV - marzo de 1844 (capítulos 39-41)
- XVI - abril de 1844 (capítulos 42-44)
- XVII - mayo de 1844 (capítulos 45-47)
- XVIII - junio de 1844 (capítulos 48-50)
- XIX-XX - julio de 1844 (capítulos 51-54)

- Datos: Q1903609
- Multimedia: Martin Chuzzlewit / Q1903609